# Euphorbia regis-jubae
Euphorbia regis-jubae là một loài thực vật có hoa trong họ Đại kích. Loài này được J.Gay mô tả khoa học đầu tiên năm 1847.

## Hình ảnh

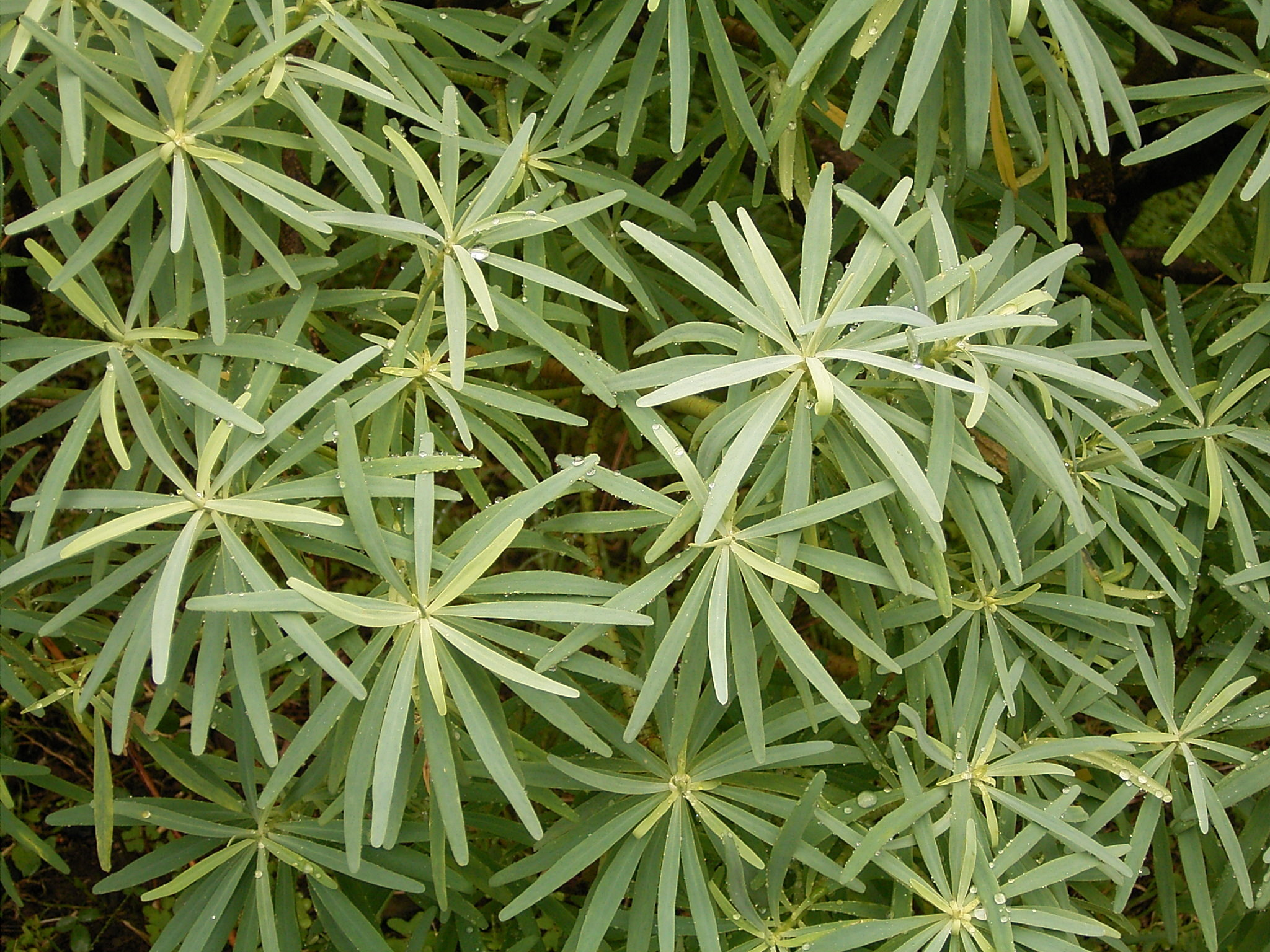
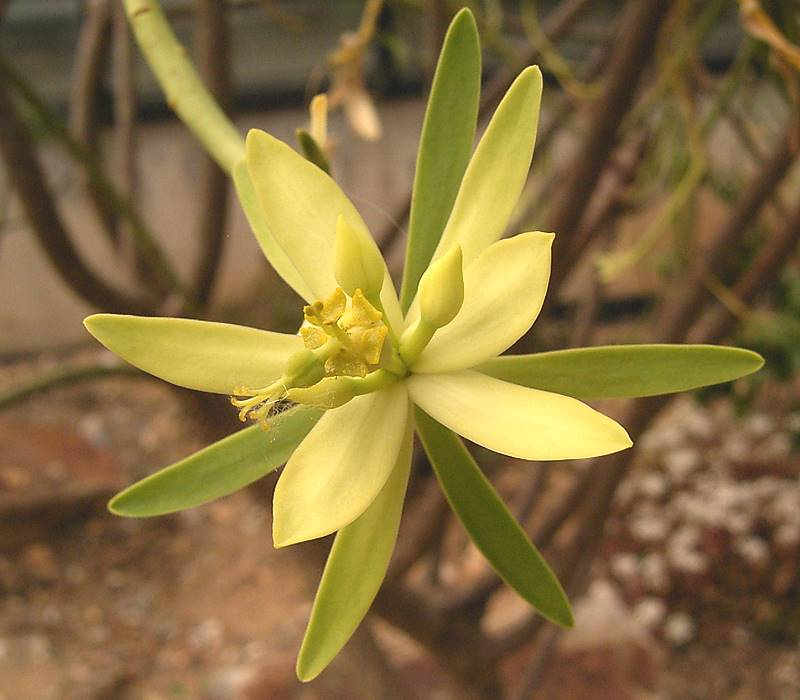
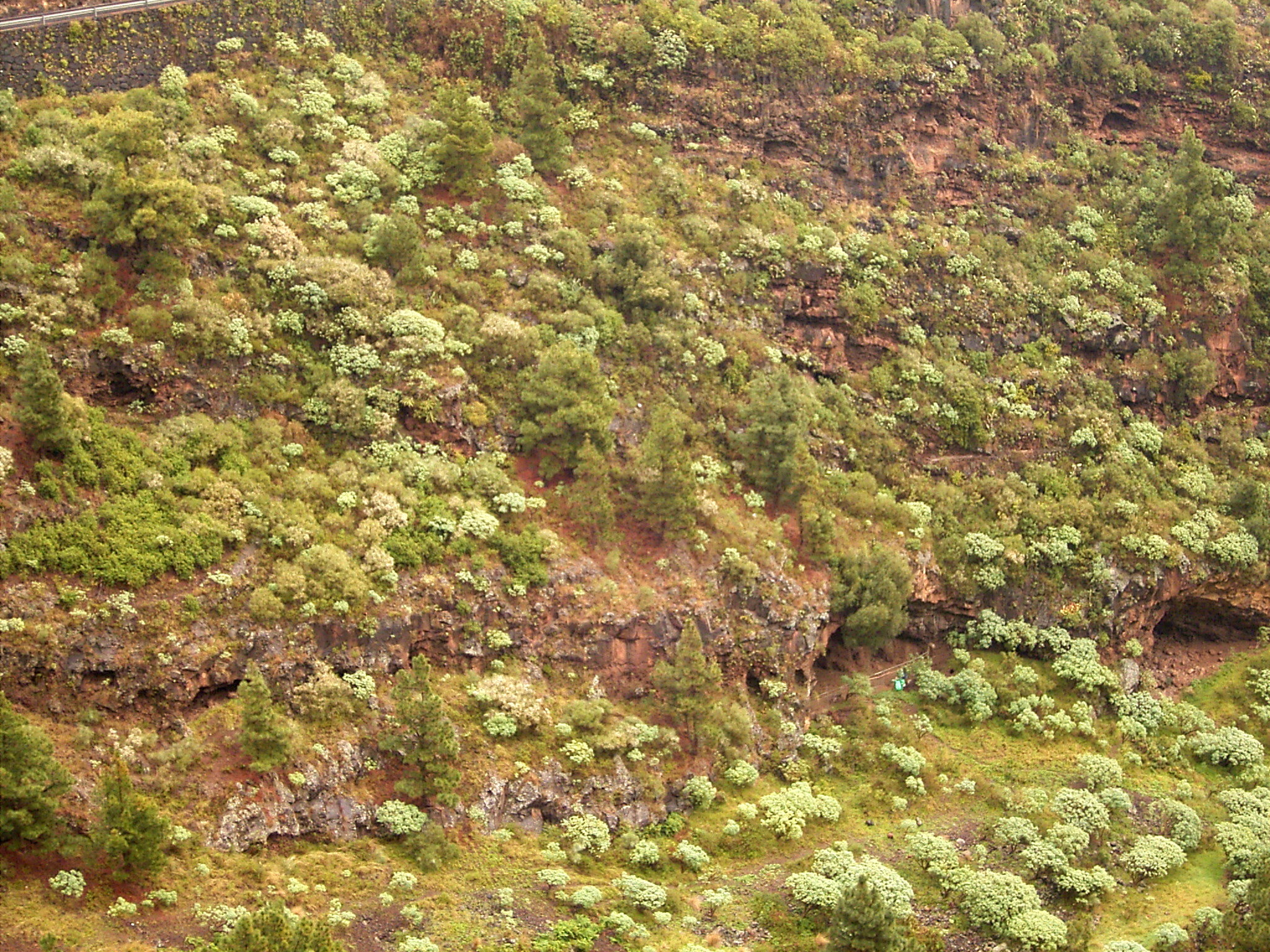
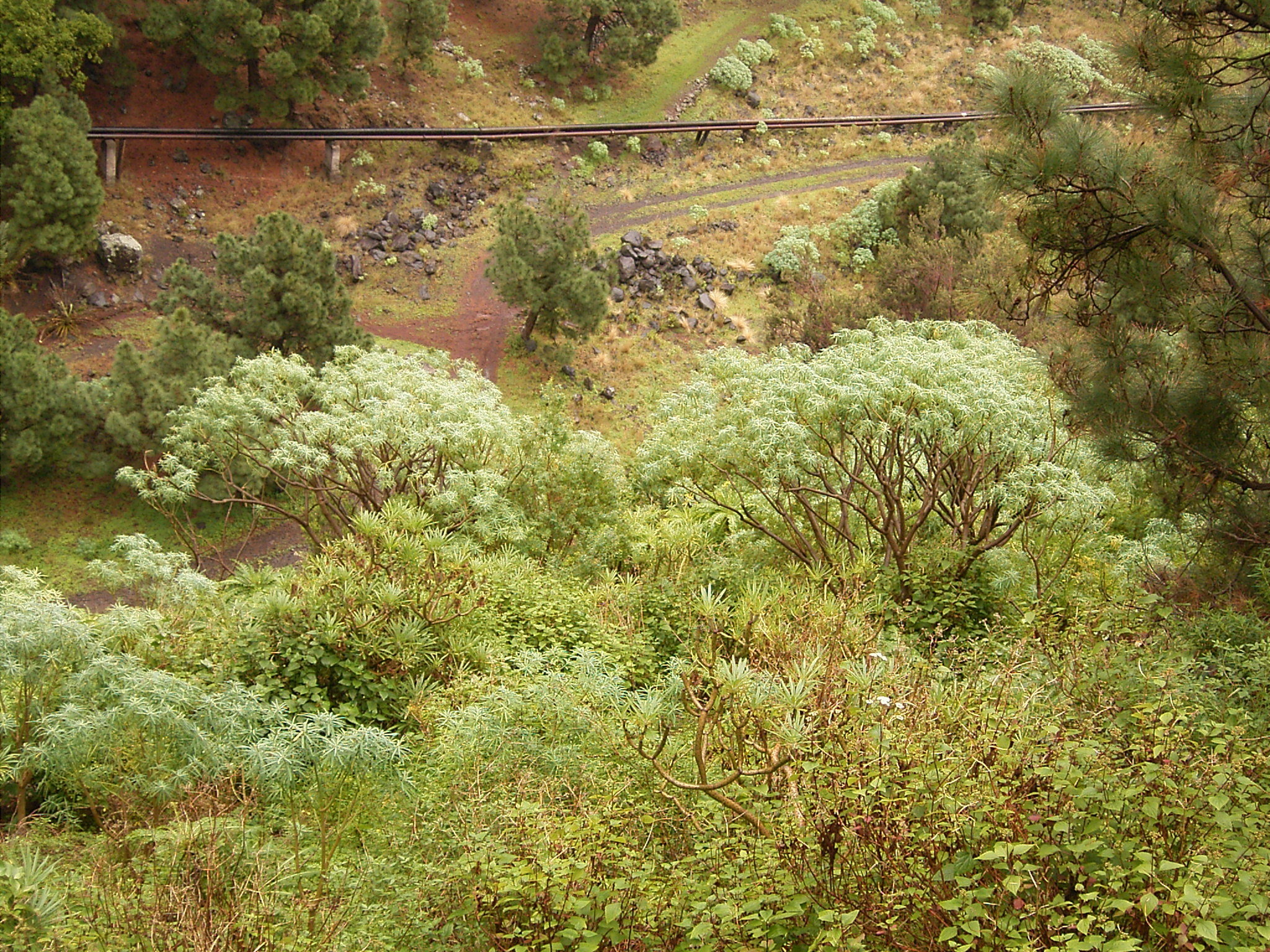